# Filipiñana

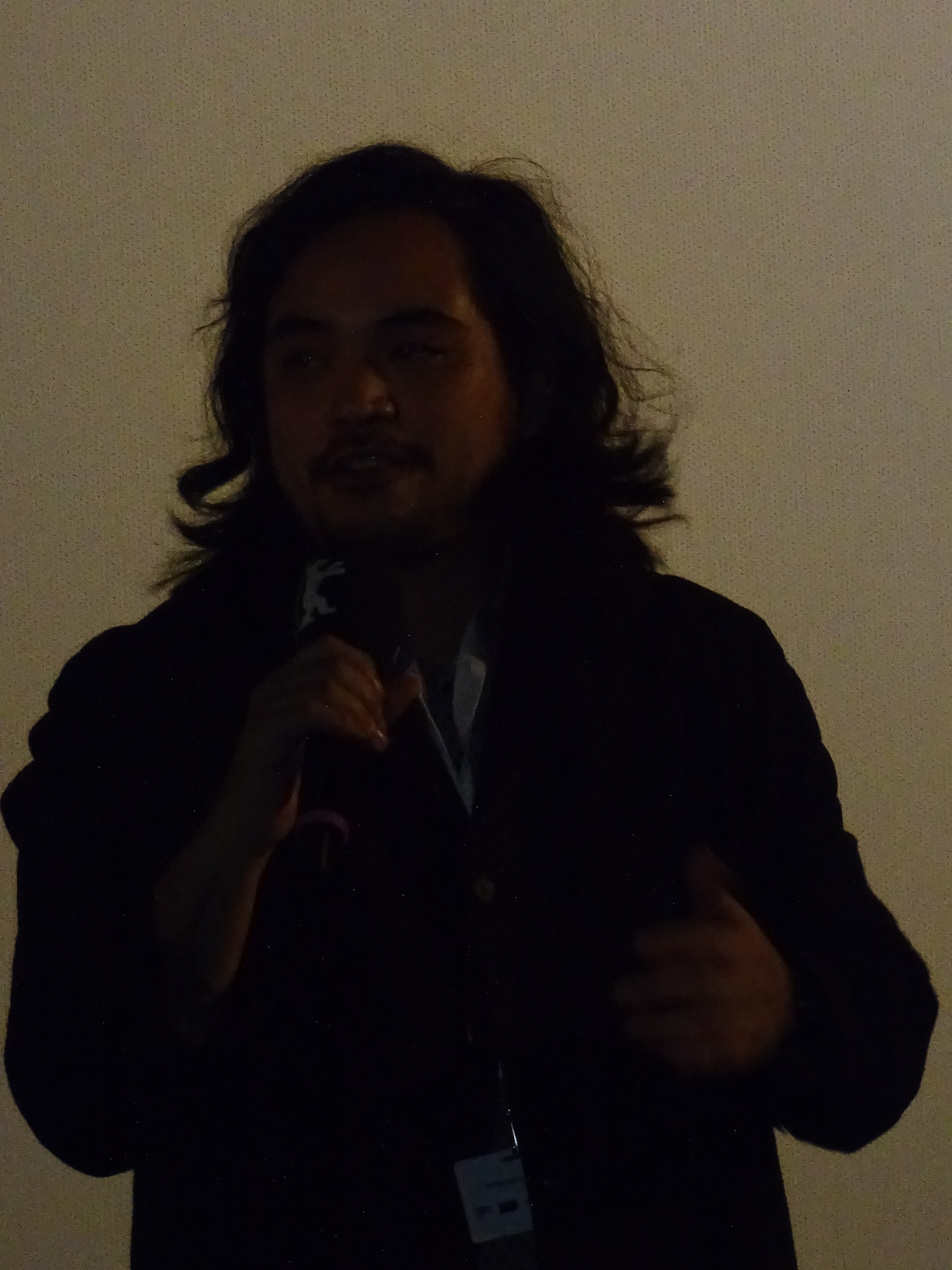
Rafael Manuel, Regisseur von Filipiñana, Februar 2020

Filipiñana ist ein philippinisch-britischer Spielfilm unter der Regie von Rafael Manuel aus dem Jahr 2020.  Ausbeutung und Ausgrenzung in den hierarchischen Strukturen der philippinischen Gesellschaft werden am Beispiel eines Golfclubs gezeigt.
Der Kurzfilm feierte am 25. Februar 2020 auf der Berlinale Weltpremiere und lief dort in der Sektion Berlinale Shorts. Er gewann den Silbernen Bären Preis der Jury (Kurzfilm).

## Inhalt
Isabel, ein Mädchen aus der Ilocos-Region, ist neu als Caddie. Am Anfang des Filmes liegt sie auf dem Sand und singt, doch ihre strenge Chefin, die Managerin Susan, ruft sie: „Time to work!“ und rügt sie für ihr Verhalten. Micah ist in diesem Golfclub die oberste Caddie. Die Tee-Girls fischen Bälle aus dem Gebüsch und aus den mit Seerosen bewachsenen Tümpeln, reinigen und sortieren sie. Isabel und ihre Kolleginnen sitzen auf niedrigen Hockern im Staub und legen die Bälle den Golfern zurecht, während diese ihre Schläger knapp an ihren Gesichtern vorbeischwingen. Sie massieren auch die Beine der Golferinnen, doch zu einem Gespräch kommt es nicht. Einmal, als Isabel einer Golferin die Bälle zurechtlegt, fragt diese nach Charlie, der beliebtesten Caddie auf dem Platz, doch Isabel kann keine Auskunft geben. Wenig später bittet eine junge Frau Isabel um Feuer und fragt sie, woher sie komme; es stellt sich heraus, dass diese Person Charlie ist.
Auch ein Junge will Caddie auf diesem Golfplatz werden, auf dem es bislang nur Mädchen zu geben scheint. In der Mittagshitze schlafen sie in der Garderobe, der Junge ruht sich im Freien auf einem Stuhl aus, auch Isabel ist draußen am Tisch.
Isabel muss die Regeln erst noch lernen, doch sie sucht bereits nach Schlupflöchern im strengen Regelwerk. Sie ist „der stille Sand im Getriebe des satten Grün“. So nascht sie vom Nachspeisenbuffet, das für die Golfer aufgebaut ist, und bekommt zu hören, dass schon Leute wegen geringerer Vergehen entlassen worden seien. Sie setzt sich an einen Tisch, an dem die Golfer Teller mit Speiseresten haben stehen lassen, und raucht. Sie hört aus dem Fenster ihrer Chefin Musik kommen und öffnet leise die Tür. Abends geht sie in die Disko und singt dort Karaoke. Als sie am nächsten Tag wieder ihre Arbeit macht, summt sie das Lied vor sich hin.
Filipiñana benutzt den Golfclub als Mikrokosmos, in dem sich Ausbeutung und Ausgrenzung in den hierarchischen Strukturen der philippinischen Gesellschaft zeigen. Dabei konzentriert sich der Film auf das Machtgefälle zwischen Frauen in diesem abgegrenzten sozialen Raum. So werden im Film komplexe soziale Schieflagen angegangen, aufgefächert und in Bildern und Szenen auf grundlegende menschliche Wahrheiten reduziert. Auf diese Weise wird das Thema universalisiert und auch für Menschen anderer Klassen, Rassen oder eines anderen Geschlechts zugänglich.

## Hintergrund
Regie führte Rafael Manuel, von dem auch die Konzeption des Filmes stammt. Kamerafrau war Xenia Patricia. Gedreht wurde im Mai 2019 auf verschiedenen Golfplätzen und in Country Clubs auf den Philippinen. Die meisten Aufnahmen wurden im Alabang Country Club in Muntinlupa, Metro Manila und im Hacienda Luisita Golf and Country Club in Tarlac, Pampanga, gemacht.
Produzenten waren Naomi Pacifique, Kyle Nieva, Kiko Meily und Rafael Manuel. Die Produktion lag bei der London Film School, London. Idle Eyes, London, Screen Asia, Manila, und Simple Truth, Manila, waren Koproduktionsfirmen.
Bei einer Crowdfunding-Kampagne auf der Plattform Kickstarter.com im Sommer 2019 kamen für die Postproduktion des Films 9.530 £ zusammen.
Der Film feierte am 25. Februar 2020 auf der Berlinale Weltpremiere und lief dort in der Sektion Berlinale Shorts. Er gewann den Silbernen Bären Preis der Jury (Kurzfilm).

## Auszeichnungen
- Berlinale 2020: Silberner Bär Preis der Jury (Kurzfilm).